# ジョジョの奇妙な冒険 アイズオブヘブン
『ジョジョの奇妙な冒険 アイズオブヘブン』（ジョジョのきみょうなぼうけん アイズオブヘブン、Eyes of Heaven）は、バンダイナムコエンターテインメントより2015年12月17日に発売された、漫画『ジョジョの奇妙な冒険』を原作としたPlayStation 3およびPlayStation 4用ゲームソフト。略称は「ジョジョEoH」。

## 概要
2014年12月に制作が発表された。
2013年に発売された『ジョジョの奇妙な冒険 オールスターバトル』（以下『ASB』）から引き続き、サイバーコネクトツーが開発を担当している。
原作者の荒木飛呂彦は本作のメインモードであるオリジナルストーリーを監修しているほか、「天国に到達したDIO」のキャラクターデザインに携わっている。
対戦型格闘ゲームであった『ASB』とは異なり、本作は2対2のタッグで戦うアクションゲームとなっている。また、『ASB』で問題になっていた課金によるプレイ回数制限はなく、ダウンロードコンテンツによる追加キャラクターも初回購入特典の「第4部 空条承太郎」のみとなっている。

## システム

### 戦闘関連
一部、前作との比較を加えての解説を記載する。
概要
本作はASBのそれと異なり横スクロール（＋軸移動）の格闘ゲームではなく、360度自由に動き回るアクションゲームとなっている。
技の発動はコマンド式ではなくL1ボタンに○・×・△・□のいずれかのボタンを組み合わせて発動するという簡素なものとなった。L1を押し続けると、技名が左上に表示される。
なお、パートナーは最初に選択したキャラクターと同一に近い存在は選択が不可能となっている場合がある。
ディエゴと並行世界から来たディエゴ、プッチと新月の時を待つプッチ、承太郎と第4部 空条承太郎などは選択不可能。一方、ジョセフ・ジョースターと老ジョセフ・ジョースター、吉良吉影と川尻浩作、各世代のDIOなどは可能。
ギミック
フィールドには様々なギミックが設けられており、ダメージを与えるだけでなく体力ゲージを回復するなどキャラクターに与える影響が多様となっている。
また、固定型ギミック以外にも移動マーカー型・小型ギミックと呼べるものがある。
移動マーカー型は、一部のキャラクターが使えるマーカー移動技を使用するために必要なギミックで、それ以外で破壊するしかできない。これが破壊されるとその場所に移動できなくなる。
小型ギミックは主に箱類であり、パワー型は専ら持ち上げて敵に投げつけることができ、違うキャラクターは何かしら罠を仕掛けることができる。罠は近寄ってきた敵に自動でダメージを与えたりできる。
それ以外には、ランダムで出現して接触するとダメージが回復する光の亀裂や破壊すると何かしらサポート効果が得られるアイテムが出現する赤い箱などがある。これらと小型ギミックは時間経過で復活する。
クールダウン
技は一度使用するとクールダウンする必要があり、連発しづらくなっている。
再使用までに必要な時間は、常時左上に表示されている円形ゲージで把握することができる。技によってクールダウンまでに必要な時間は異なり、連打系などはすぐクールダウンするので連発可能である。
「ゴールド・エクスペリエンス・レクイエム」など時限変身系は一度発動に成功すればクールダウン時間が短縮され、また再発動時は発動ウェイトが0になる。
バトルスタイル
各キャラクターごとに設定されたバトルスタイル。R1を押すことでスタイルごとに設定されたスタイルアクションというものが発動するという仕様になり、発動にはクールダウンする必要が発生した。
波紋、吸血鬼、柱の男は基本的にはASBと変わりはないが、スタンドモードはON/OFFの切り替えはなくなった。乗馬は概ね同じであるが、一度馬から降りるとクールダウンするまで再乗馬ができなくなった。
EXスキル
一部の技はEXスキルという技に対応している。これはL1＋R2またはL2で発動する上位技。
通常の技と同じ名称の技だが、通常のものより強力。ただし、クールダウンには通常技よりも時間がかかる。
受け継がれる意志
タッグパートナーが再起不能になった際に、もう片方のキャラクターがしばらくの間パワーアップする。DHAの使用回数が残っている場合はそれを消費して再発動可能。
発動中は体力ゲージの代わりにタイムゲージが減少するようになる。そのため、発動中に攻撃を受けても「受け継がれる意志」モードの継続時間は短くなるがKOにはならなくなる。
4P対戦を除き、プレイヤーが操作するキャラクターを倒されるとその時点で敗北となる。
デュアルコンボ
パートナーと連続で行うコンボ攻撃。発動にはデュアルコンボゲージを消費する必要がある。
タッチスクリーンを押すことで発動準備に入り、パートナーも同様に発動すれば成功となる。ダウン中は発動不可。
発動中はスキルのコンボが繋がりやすくなる他、時間切れになるまでに左上に表示されるゲージがマックスにするとフィニッシュの攻撃が追加されて終了となる。フィニッシュを決めるとHPが回復する。
発動準備に入るとデュアルコンボ成立するまで攻撃ができなくなり、移動すると強制的に中断される（中断ならゲージは消費しない）。
デュアルヒートアタック（DHA）
DHAゲージが貯まることで使用できる必殺技。最大3回分までチャージできる。L1＋R1を押すとゲージを消費して相手に一定距離突進し、相手に当てることができれば発動となる（ガードされると失敗）。
基本的にはパートナーによる崩しが入った後、前作のHHAなどに類する技が叩き込まれる。一部は前作のGHAがそのまま使用されている場合もある（「山吹色の波紋疾走」「もっとも残酷な死を贈ろう!」「亜空の瘴気」「すでにおめーを治しといた」「バイツァ・ダスト」「アリーヴェデルチ」「再起不能になってもらう」など）。なお、発動後はパートナーとともに強制的に位置が変更される。
一部のキャラクターのタッグでは演出が固有のものとなる。この組み合わせは、パートナー選択時にDHA名が赤い文字になるのでわかりやすくなっている。
特殊DHAを持つ組み合わせはキャラクターごとにそれぞれ決まっており、承太郎（第3部）や仗助のように特殊DHA対象者が4人もいるキャラクターもいれば、誰と組ませても特殊DHAの対象者がまったくいないキャラクターもいる。また、特殊DHA成功時のカットインや台詞は自分側かパートナー側かで変わるが、技自体の内容はどちらであってもまったく同じである。
- 1つ目の例として（第3部）承太郎と徐倫の場合、徐倫側での発動時であった場合はカットインが単行本第3巻（通巻66巻）表紙扉絵と同じになる。
- 2つ目の例としてディオ（第1部）とDIO（第3部）の場合、台詞が前者（ディオ）発動時は「ディオ『付いて来い!!』、DIO『くだらん!!』」、後者（DIO）発動時は「DIO『無駄無駄無駄無駄！』、ディオ『無駄無駄無駄無駄！』」になる。

前作では変身系の技を使用するとHHAなどの必殺技は使用できなくなるケースが多かったが、本作では個別の演出が設けられている。
ジョジョリティ
バトル中、特定の技を使用したりなど条件を満たすことで発生するボーナスポイント。リザルトランクを底上げできる。
各キャラクターに5つ存在しており、基本的に難易度が高いほど獲得できるポイントが多い。
条件は一度満たすまで確認することはできず、過去にどのジョジョリティを達成したかはバトル終了時にしか確認できない。
掛け合い
本作は、戦闘前・中・後の掛け合いが非常に多くなっている。半分以上は完全オリジナルの新録ボイスとなっている。
特に原作では垣間見ることが無かった組み合わせが本作で実現されている。例としてジョナサンと彼の子孫であるジョセフや承太郎、仗助といった組み合わせなど。
パートナーもしくは相手キャラクターとの特定の2人による掛け合いはおろか、パートナー・相手キャラクターを合わせた3人による特殊会話というものもある。
また前作『ASB』とは掛け合いが変更されているキャラクターもいる（例：第5部キャラクターとポルナレフなど）。
ネット対戦
本作では、オンライン環境を使用して他のプレイヤーと直接バトルすることができる。ただし、PSN Plusへの加入が必須の模様。
モードはお互いパートナーをCPUに担当させるシングルとプレイヤー4人でのプレイが可能なタッグの2つがある。
タッグではプレイヤーを全員倒せなければ勝利とはならない。再起不能（リタイア）となったプレイヤーはゴーストとなる。
ゴースト
ダメージを受けない&与えられない・技は一つしか使えない・通常の攻撃は不可能といった制約が存在するが、リタイアしてもバトルに関与することができる。
勝敗そのものには関与することはできないものの、2対1の状態にならないように足止めをしたり、コンボを邪魔したり、発動した相手のDHAを代わりに受けたりなど、いやらしく立ち回ることが可能。
復活
特定のキャラクターのみ備わっている特殊システムで体力がゼロになっても一度だけ復活ができる。対象となるキャラクターは、ジョナサン、由花子、ブチャラティの3名のみ。

### ストーリーモード
概要
原作にはない完全オリジナルストーリー「アイズオブヘブン」をプレイすることができる。
原作本編とは第三部の最終シーン直後に「異変」が発生したことから分岐し、承太郎を主人公として様々な世代を渡り歩いて異変の元凶を倒す術を探していく。
ストーリーモードでの各世界時代の進行順は、「第3部→第5部→第4部→第1部→第2部→第6部→第7部→第8部」となっており、第1部から第8部までの各主人公たちが全員集結すると、そこから先へ未知なる新たなストーリーが展開する。
使用可能キャラクター
基本的にストーリー進行で使用可能なキャラクターが増えていくようになっている（一部除く）。
ただし、完全な敵キャラクターは仲間にならないようになっている。後述の『ストーリーモード使用不可』に該当するキャラ。
仲間になったキャラクターはストーリー進行でバトルに突入した時、ストーリー上で本来戦うべきプレイヤーキャラクターと入れ替えてバトルに参戦させることが可能で、いわば使い慣れないキャラクターに代わって使い勝手を熟知したキャラクターで進めることができる。
同じ条件としてストーリー進行でバトルに突入した時、自分が操作するメインキャラクターとCPUが操作するパートナーキャラクターをそれぞれ入れ替えることも可能で下記の特定キャラクター限定条件であったとしてもこれだけは可能。
ただしストーリー途中で特定キャラクターでしか進めないイベントがあり、この間は使用できるキャラクターが限定されることがある。また、ラストボスである天国に到達したDIOとの最終ラウンド戦では承太郎&徐倫ペアに固定される。
ストーリーモードを完全制覇しエンディングを迎えるためには最低限として承太郎もしくは徐倫を使いこなせることが必要不可欠となる。
キャラクターの成長
戦闘に勝利することでキャラクターに経験値が加算され、レベルアップしていく。レベルアップすると、体力・攻撃力・スキルポイントが増加する。
スキルポイントはスキルツリーで消費することで新たに技を習得したり特性を強化することができる。
探索パート
戦闘の合間では、アイテムを探したり世代や場所を移動したりできる探索パートが発生する。
このパートでは、ランダムな組み合わせで若干レベルが高く設定された敵と戦う「強敵発生」や特定の条件下でのバトルを行う「ミッション」が発生する。強制性はなく、無視可能。

## あらすじ
物語は第三部「スターダストクルセイダース」の終盤から始まる。
主人公、空条承太郎はジョースター家の因縁の敵、DIOを倒し、更にDIOの遺体から1冊のノートを燃やした。そのノートには「天国へ行くための方法」が書かれていた。
ジョセフと共に意識が戻ったポルナレフの元へ向かう承太郎。だが、彼らは何者かが自分たちを狙っていることに気づいていなかった。
空港で別れる一行。そこである人物が訪れ、ジョセフは困惑する。過去に死んでいるスピードワゴンが、何故か若かりし頃の姿で現れたのだ。しかもそれだけではなかった。戦いで死んだはずのアヴドゥル、イギー、花京院、ンドゥールまで現れ、承太郎たちに襲いかかる。
倒した襲撃者のうち、花京院がスピードワゴンの持つ『遺体』の力で正気を取り戻す。花京院曰く、『遺体』の導きによりこの世界へ来ており、『遺体』は他にも存在するのだという。
承太郎たちは他の『遺体』を集めることを軸に、この『異変』に立ち向かうこととなる。

## 登場キャラクター
キャラクター名は基本的に日本版（北米版）の順で記載。
第3部までのキャラクターの配色や、ディオとリサリサのデザインは、テレビアニメ版に準じたものに変更されている。川尻、吉良（髪色を除く）、フーゴ、ナランチャ、ブチャラティ、徐倫、エルメェス、アナスイ、ジョニィ、ジャイロ、定助は『ASB』での「カラーB」がデフォルトカラーに、ヴァレンタインは原作のデジタルカラー版に準じた配色になっている。
担当声優は基本的には『ASB』から引き続いて担当しているが、第3部のキャラクターに関してはテレビアニメ版の声優に変更されている。プッチやホワイトスネイクのように、新たにキャスティングされた例もある。各キャラクターの音声はサブキャラクターを中心に前作から流用されている物も多い。またDIOや承太郎の時間停止を発動させた効果音がテレビアニメ版準拠に変更されている。
サブキャラクターは前作からのキャラクターが第3部を中心に削減された一方、各部から新たなキャラクターが追加されている。

### 第1部 ファントムブラッド
ゲーム序盤でスピードワゴンが持っていた遺体はジョナサンのもとに現れたものであり、原典においてディオの情報を見つけてウインドナイツ・ロットに出立する途中に異変に巻き込まれる。焼け落ちたはずのジョースター邸が復活し、その中で2人の波紋使いは屋敷内に溢れかえったゾンビを食い止めるために身を投じ、スピードワゴンに仲間を探すように遺体を託す。

#### 参戦キャラクター（第1部）
ジョナサン・ジョースター（Jonathan Joestar）
声 - 興津和幸
スタイル：波紋使い
第1部の主人公。吸血鬼となったディオを倒すべくツェペリに弟子入りし、波紋法を身につけた。
近距離での格闘戦を得意としており、波紋ゲージを最大まで溜めた状態でのコンボの爆発力が高い。また体力がゼロになっても一度だけ復活が可能。
パートナーがツェペリの場合、特殊DHAが発動する。
ウィル・A・ツェペリ（Will A. Zeppeli）
声 - 塩屋翼
スタイル：波紋使い
ジョナサンに波紋法を教えた紳士。
「波紋カッター」による遠距離攻撃ができ、またハイジャンプや空中からの技など身軽な動きを得意としている。
パートナーがジョナサンの場合、特殊DHAが発動する。
ロバート・E・O・スピードワゴン（Robert E. O. Speedwagon）
声 - 上田燿司
スタイル：食屍鬼街（オウガーストリート）
前作ではサブキャラクターだったが、今作ではプレイアブルとして登場。
ジョナサンが出会った、食屍鬼街のチンピラのリーダー格。ストーリーモードでは各部主人公を引き合わせる狂言回し的な役回りを果たす。
本人の攻撃力は決して高くはないが、貧民街で行動を共にしていた「刺青」と「東洋人」の2人を呼び出して攻撃の命令を下すスタイルを持ち、サポートに適した性能を発揮する。
ディオ・ブランドー（Dio Brando）
声 - 子安武人
スタイル：吸血鬼
第1部のボス。石仮面によって吸血鬼となったジョナサンの義兄弟。
気化冷凍法によって相手を凍らせ動きを止めることができ、そこから強力な連続技を繰り出す戦法が強力。また、吸血することでパワーアップも可能。
パートナーが第3部DIOの場合、特殊DHAが発動する。
ストーリーモードでの使用は不可。

#### その他のキャラクター（第1部）
ジョージ・ジョースター
声 - 菅原正志
ジョナサンの父で、ディオの養父。ジョジョ辞典の案内を担当。
エリナ・ジョースター
声 - 川澄綾子
旧姓ペンドルトン。ジョナサンの妻。
ダイアー
声 - 武虎
ツェペリと共に波紋の修行をした仲間。アシストアイテムとして登場。
トンペティ
声 - 大木民夫
ツェペリ、ダイアーの師匠。
刺青、東洋人
声 - 田尻浩章（刺青）、山本格（東洋人）
スピードワゴンの仲間。スピードワゴンの一部の技の演出で登場。

### 第2部 戦闘潮流
原典との繋がりはエシディシ・カーズ復活後の波紋の修行に入った時期とされ、「戦闘潮流」編ストーリー中での老ジョセフのセリフでもそのことが言及されている。

#### 参戦キャラクター（第2部）
ジョセフ・ジョースター（Joseph Joestar）
声 - 杉田智和
スタイル：波紋使い
第2部の主人公。ジョナサンの孫。生来身についていた波紋だけでなく、状況に応じた知恵も働く策士としての一面も持つ。
ゲーム中でもその面が反映されており、ステージ内に配置されたアイテムボックスからトンプソン機関銃やスレッジハンマーなど、様々な専用技を持つアイテムを装備可能。装備したアイテムに応じて戦法を変えるテクニカルなキャラクターとなっている。
第3部以降のキャラクターと組む、または敵チームにいると、相手は若々しい姿、またはスタンドが使えないことに動揺する、もしくはジョセフ自身がスタンド能力に動揺する（第2部の時点ではジョセフはスタンドを目視できないため）描写が見られる。
特殊な衣装として、原作でナチス軍（テレビアニメ版ではドイツ軍）の本拠地に潜入しようとした際の女装姿がある。この衣装では掛け合いが専用のものに変わる。
パートナーがシーザーorリサリサの場合、特殊DHAが発動する。
シーザー・アントニオ・ツェペリ（Caesar Anthonio Zeppeli）
声 - 佐藤拓也
スタイル：波紋使い
ジョセフと共に戦うイタリア人青年。ウィル・A・ツェペリの孫。波紋を帯びたシャボンを武器とする。
体力が他のキャラクターと比べると低く接近戦は不得意だが、「シャボン・カッター」や「シャボン・レンズ」など離れた敵を攻撃するスキルを数多く持っている。
パートナーがジョセフの場合、特殊DHAが発動する。
また、パートナーがジョセフの場合、再起不能時に原作でワムウの攻撃を受け絶命した場面を再現した演出が発生する。
ルドル・フォン・シュトロハイム（Rudol von Stroheim）
声 - 伊丸岡篤
スタイル：ゲルマン民族の最高知能の結晶
前作ではサブキャラクターだったが、今作ではプレイアブルとして登場。
「柱の男」を研究していたドイツ軍人で、その成果を元に全身がサイボーグ化されている。
重機関砲を連射する遠距離向けのモードと、部下を引き連れて紫外線照射装置を浴びせる中距離向けのモードをスタイルによって切り替え可能。紫外線照射装置は「吸血鬼」と「柱の男」に対しては特に大ダメージとなる。
エシディシ（Esidisi）
声 - 藤原啓治
スタイル：熱を操る流法（モード）
「柱の男」の一人。
スタイルを発動すると周囲に熱を発することができ、近づくだけで相手に燃焼によるダメージを与えることが可能。血管針によって離れた敵を引き寄せたり、沸騰した血液をばら撒くなど中距離の攻撃手段を豊富に持っている。
ストーリーモードでの使用は不可。
ワムウ（Wamuu）
声 - 大塚明夫
スタイル：風の流法（モード）
「柱の男」の一人である誇り高き戦士。
威力の高い一撃を放つ技が豊富で、さらに攻撃力を強化する「風の流法」、姿を消してロックオンを無効化する「風のプロテクター」の自己強化スキルを持つ。また体力が少なくなると、自らの視界を封じて代わりに使用するスキルを増やすことも可能。ただしこの状態では相手の発する音を元に位置を特定するため、動かない敵は見つけられない。
ストーリーモードでの使用は不可。
カーズ（Kars）
声 - 井上和彦
スタイル：光の流法（モード）
第2部のボス。「柱の男」のリーダー格。
スタイルを発動すると各種スキルによる攻撃がガード不能となる。また一定時間が経過すると「究極生物（アルティミット・シィング）」にパワーアップ可能。この状態では飛行モードと地上モードを切り替えられるようになり、多彩な技で敵を圧倒する。
ストーリーモードでの使用は不可。
リサリサ（Lisa Lisa）
声 - 田中敦子
スタイル：波紋使い
ジョセフ、シーザーに波紋の修行を教え込んだ女性。かつて原作第1部終盤でジョナサンに助けられた赤子で、後にジョナサンの遺児であるジョージ（II世）と結ばれジョセフを産んだ母親である。
波紋ゲージの溜まるスピードが速いのが最大の特徴。マフラーによる攻撃は間合いが広いため、ある程度離れた場所にいる敵にもコンボを叩き込める。
パートナーがジョセフの場合、特殊DHAが発動する。

#### その他のキャラクター（第2部）
老ロバート・E・O・スピードワゴン
声 - 上田燿司
スピードワゴンが老人となった姿。後にスピードワゴン財団を設立した。ゲーム中ではメニュー画面の案内を担当。
メッシーナ、ロギンズ
声 - 中村秀利（メッシーナ）、仲野裕（ロギンズ）
リサリサの召使いで、ジョセフとシーザーの波紋の師範代。フリーバトルモードの案内を担当。
サンタナ
声 - 乃村健次
「柱の男」の一人。ドイツ軍の実験により目覚め、シュトロハイムによりサンタナと名付けられた。ゲーム中ではアシストアイテムとして登場。

### 第3部 スターダストクルセイダース
このゲームの軸であり、原典でのDIOとの最終対決より始まる。原典でのストーリー終盤におけるポルナレフとの別れの後、第1部の若スピードワゴンとの遭遇、そして別れたポルナレフが死んだはずの仲間に襲われるなどの異変に巻き込まれる。

#### 参戦キャラクター（第3部）
空条 承太郎（くうじょう じょうたろう、Jotaro Kujo）
声 - 小野大輔
スタイル：スタンド使い / スタンド：スタープラチナ
第3部の主人公。ジョセフの孫であり、ジョナサンの玄孫。寡黙だが熱い正義感を秘めた高校生。
ストーリーモードでの中心人物となる主人公であり、各章の読み上げも担当。
スタープラチナによる破壊力抜群の接近戦が得意なキャラクター。またチャージ時間は長いが強力な時間停止も発動可能。
第4部や第6部のキャラクターとタッグを組む、もしくは相手になると「若くなった」と言われることがある。
パートナーが老ジョセフor花京院orポルナレフor徐倫の場合、特殊DHAが発動する。
第4部の空条承太郎とタッグを組むことはできない。
花京院 典明（かきょういん のりあき、Noriaki Kakyoin）
声 - 平川大輔
スタイル：スタンド使い / スタンド：ハイエロファントグリーン
承太郎の学校に転校してきた高校生であり、共にエジプトを目指す。
接近戦は不得意だが、飛び道具や触脚で離れた敵を攻撃したり、トラップを配置するなど遠距離での戦いが強力。
パートナーが承太郎の場合、特殊DHAが発動する。
老ジョセフ・ジョースター（Old Joseph Joestar）
声 - 石塚運昇
スタイル：スタンド使い・波紋使い / スタンド：ハーミットパープル
承太郎の祖父。スタンドだけでなく波紋も使用して戦う。
ハーミットパープルによってステージギミックに仕掛けられたトラップを見えるようにしたり、味方のサポートが可能。また波紋も使えるため、「吸血鬼」や「柱の男」に対してはさらに有利に立ち回れる。
相手またはパートナーに音石or億泰がいる場合、第4部のように聞き間違いをする（「スタンド使い」→「イかんぞ歯科医」、「レッド・ホット・チリ・ペッパー」→「ポッポ・ポッポ・ハト・ポッポ」など）場合がある。また、第2部のキャラクターと組むと「歳を取った」「老けた」などと言われる。逆に、康一や露伴などには「若くなった」と言われる。
パートナーが承太郎orアヴドゥルor仗助の場合、特殊DHAが発動する。
ジャン・ピエール・ポルナレフ（Jean Pierre）
声 - 小松史法
スタイル：スタンド使い / スタンド：シルバーチャリオッツ
承太郎と共にエジプトを目指すフランス人青年。
一撃辺りの威力は低いがヒット数の多い連続技とスピードが持ち味。また、防御力が下がる代わりにさらにヒット数が上がるスキルも持っている。
第5部のボス・ディアボロに対しての掛け合いが前作『ASB』ではすでに面識があった後での設定だったが、本作ではまだ面識が無い設定になっている。また、第5部での設定を反映してブチャラティからは「リタイア前のポルナレフ」、ミスタやトリッシュ、ナランチャからは「亀のポルナレフ」などと言われる。
パートナーが承太郎orアヴドゥルorイギーの場合、特殊DHAが発動する。
モハメド・アヴドゥル（Mohammed Avdol）
声 - 三宅健太
スタイル：スタンド使い / スタンド：マジシャンズレッド
承太郎と共にエジプトを目指す占い師。
接近戦だけでなく「C・F・H（クロスファイヤー・ハリケーン）」による遠距離攻撃も可能なバランスの取れたキャラクター。各種攻撃はすべて炎を発するため、燃焼による追加ダメージも発生する。
パートナーが老ジョセフorポルナレフの場合、特殊DHAが発動する。
イギー（Iggy）
声 - 福圓美里
スタイル：スタンド使い / スタンド：ザ・フール
砂のスタンドを使うプライドの高い犬。
小柄なため攻撃が当たりにくいが、その分体力は少ない。しかしザ・フールによる偽物のイギーを作り出して身をかわしたり、素早い立ち回りが可能。
パートナーがポルナレフの場合、特殊DHAが発動する。
特殊衣装として、原作登場初期のリアル調な顔つきのバージョンがある。
ホル・ホース（Hol Horse）
声 - 木内秀信
スタイル：スタンド使い / スタンド：エンペラー
DIOに雇われたスタンド使いであり、「1番よりNo.2」を自称するガンマン。
敵を追跡する弾丸を発射でき、連射で離れた間合いから敵を圧倒可能。また「吊られた男（ハングドマン）」を水溜りから呼び出して不意を突くなど遠距離に特化している。
劇中での性格から、女性キャラクターとの掛け合いが非常に多い。
ストーリーモードでの使用は不可。
ンドゥール（N'Doul）
声 - 伊藤健太郎
スタイル：スタンド使い / スタンド：ゲブ神
DIOを「悪のカリスマ」と呼び崇拝する盲目のスタンド使い。
立ちモードと座りモードを切り替え可能。立ちモードは移動スピードが遅く攻撃手段も少ないが、座りモードでは本体はまったく動かない代わりにゲブ神を遠距離から操って強力な連続攻撃を発動する。ただし、この状態では音を頼りにするため正確な位置の把握はできないデメリットも持っている。
ストーリーモードでの使用は不可。
マライア（Mariah）
声 - 高垣彩陽
スタイル：スタンド使い / スタンド：バステト女神
DIOに従う女スタンド使い。
普段の攻撃力は低いが、ステージ上に設置する「コンセント」に触れた敵に磁力を帯びさせることが可能。磁力を帯びた敵には自転車などの金属が引き寄せられてダメージを与えることができ、本体の攻撃もより強力になる。時間経過によってどんどん磁力は強くなるが本体がダウンすると解除されるため、相手に近寄らせない立ち回りが必要。
本作でのカラーリングはデフォルトはテレビアニメ版準拠（銀髪・茶肌・赤の上着）だが、設定により原作準拠のカラーリング（金髪・ベージュ肌・ピンクの上着）も選択可能。
ストーリーモードでの使用は不可。
ペット・ショップ（Animal Shop）
声 - なし
スタイル：スタンド使い / スタンド：ホルス神
DIOの館で飼われているハヤブサであり、館の門番。
本体の体力は少ないが、唯一すべての移動が飛行となっており、離れた間合いから死角を突いて氷のミサイルを放つ遠距離での戦いが得意。ただし、一定時間が経過してスタミナが切れると地上に留まり、移動できなくなるデメリットも持つ。
ストーリーモードでの使用は不可。
ヴァニラ・アイス（Cool Ice）
声 - 速水奨
スタイル：スタンド使い・吸血鬼 / スタンド：クリーム
DIOを妄信的に崇拝するスタンド使い。
吸血によって相手の体力を奪いながら格闘する本体モードと、空間を移動しながら強力な突進攻撃を放つスタンドモードを切り替え可能。スタンドモードの一部のスキルでは瞬間移動や、相手の攻撃をすり抜けながら移動することもできる。
なお、ストーリーモード初戦の場所が「第5部 ネアポリス駅構内」でしかも日中だったことから戦闘後ポルナレフから吸血鬼化してる状態ではうろつける筈ではないと示唆される言動があったが、ここでは吸血鬼属性は外されスタンド使いの表記のみ表示されており、ここではポルナレフたちに会う前でさらに吸血鬼になる前のヴァニラとされる。
ストーリーモードでの使用は不可。
DIO
声 - 子安武人
スタイル：スタンド使い・吸血鬼 / スタンド：ザ・ワールド
第3部のボス。ジョースター家の宿敵である吸血鬼。
ラッシュだけでなく離れた敵への強力な一撃やナイフ投げなど、様々な攻撃手段を持つキャラクター。時間停止の時間も長いため、立ち回りによっては一方的に敵を圧倒できる。
掛け合いでは、ジョナサンやスピードワゴンは第1部の頃から戦法などが大きく変わったことを驚いている。
パートナーが第1部ディオorジョルノ（ゴールド・エクスペリエンス時のみ）or新月の時を待つプッチ（メイド・イン・ヘブン時のみ）の場合、特殊DHAが発動する。
また、設定により原作の第3部初期の顔が影で隠れた姿や、原作終盤でジョセフの血を得てパワーアップした際の姿も選択可能。
ストーリーモードでの使用は不可。

#### その他のキャラクター（第3部）
エンヤ婆
声 - 鈴木れい子
DIOにスタンドの存在と能力の発現のさせ方を教えた張本人で、後述のJ・ガイルの母。
ストーリーモードで敵キャラクターとして登場し、自身のスタンド能力「正義（ジャスティス）」でゾンビを操りプレイヤーに襲い掛かってくるが、CPU専用キャラクターでありプレイヤーキャラクターとしての使用はできない。
グレーフライ
声 - 長克巳
DIOの配下の一人で、エジプトに出発したジョースター一行に初めて立ちはだかった人物。スタンドはクワガタムシ型の「灰の塔（タワー・オブ・グレー）」。ゲーム中ではアシストアイテムとして登場。
ラバーソール
声 - 川田紳司
DIOの配下の一人で、自身をハンサムと表現する。スライム状のスタンド「黄の節制（イエローテンパランス）」の能力で花京院に変装した。アシストアイテムとして登場。また、名言集では花京院に変装中の場面も登場。
J・ガイル / ハングドマン
声 - 桐本琢也
DIOの配下の一人で、エンヤ婆の息子。ホル・ホースのDHAの演出に登場。
マニッシュ・ボーイ / デス13（デス・サーティーン）
声 - 大谷育江
DIOの配下の一人。ステージ「悪夢世界」内をスタンドが徘徊しており、プレイヤーに襲いかかる。アシストアイテムとしても登場。
ダニエル・J・ダービー
声 - 銀河万丈
DIOの配下の一人。根っからのギャンブラーで、スタンドは賭けに負けた者の魂をコインに変える「オシリス神」。後述のテレンスの兄。
ストーリーモードで敵キャラクターとして登場し、かつてギャンブル対戦で敗れた承太郎にリベンジを果たすべくトランプゲーム・ポーカーで立ちはだかる。CPU専用キャラクターでありプレイヤーキャラクターとしての使用はできない。
テレンス・T・ダービー
声 - 諏訪部順一
DIOの配下の一人で、ダニエルの弟。スタンドはテレビゲーム勝負に負けた者の魂を人形に封じる「アトゥム神」。ゲーム中では名言集に登場。
アレッシー
声 - 小野坂昌也
DIOの配下の一人で、マライアと二手に別れてジョースター一行に立ち向かった。スタンドは自身の影に入った者を若返らせる「セト神」。ゲーム中ではアシストアイテムとして登場。

### 第4部 ダイヤモンドは砕けない
原典との繋がりは吉良吉影との最終決戦が終了してしばらく経った時期とされ、「ダイヤモンドは砕けない」編でのストーリー中盤、第3部での老ジョセフに仗助が血縁の話を聞かされたことが示唆されている。

#### 参戦キャラクター（第4部）
東方 仗助（ひがしかた じょうすけ、Josuke Higashikata 4）
声 - 羽多野渉
スタイル：スタンド使い / スタンド：クレイジー・ダイヤモンド
第4部の主人公で高校生。リーゼント頭が特徴的な、ジョセフと浮気相手の間に生まれた息子。
スタンドによるラッシュが得意だが、血液のカッターを飛ばして付着させた相手を自動追尾する弾丸を放ったり、相手の飛び道具をブロックするバリアーを作り出すことも可能。
前作にあった対戦相手が仗助の髪を罵倒する演出は、残り体力が少なくなった際に自動的に発動する形式に変更されている。
パートナーが億泰or康一or露伴or老ジョセフの場合、特殊DHAが発動する。
広瀬 康一（ひろせ こういち、Koichi Hirose）
声 - 朴璐美
スタイル：スタンド使い / スタンド：エコーズ
仗助の友人であり、スタンドに目覚めた高校生。
ACT1〜3までの各種スタンドを切り替えるスタイルを持つ。ACT1では音文字による味方のサポートが強力で、ACT2ではしっぽ文字を用いてステージにトラップを設置可能。ACT3では一転して拳のラッシュによる接近戦が得意で、「3 FREEZE」のスキルで敵を動きが遅くなる重力状態にできる。
パートナーが仗助or露伴or由花子の場合、特殊DHAが発動する。
山岸 由花子（やまぎし ゆかこ、Yukako Yamagishi）
声 - 赤﨑千夏
スタイル：スタンド使い / スタンド：ラブ・デラックス
康一に強く想いを寄せる女子高生。
スタイルを発動させるとロックオンやガードと引き換えに攻撃力が上昇し、ラブ・デラックスによって操った髪の毛による近距離戦を得意とする。また体力がゼロになっても一度だけ復活でき、その際髪が白髪化する。
パートナーが康一の場合、特殊DHAが発動する。
特殊な衣装として、原作のストーリー「山岸由花子はシンデレラに憧れる」に登場した衣装が2種類選べる。1つは辻彩にスタンド能力を施されている際のバスタオル姿、もう1つは辻彩のスタンド能力が切れた際、康一から正体を隠すために着ていた服装である。
虹村 億泰（にじむら おくやす、Okuyasu Nijimura）
声 - 高木渉
スタイル：スタンド使い / スタンド：ザ・ハンド
仗助の親友であるスタンド使いの高校生。空間を削り取るスタンドを操る。
空間を削って相手を引き寄せたり、自分が高速移動して間合いを近づけるスキルを持つ。このスキルはボタンを押す時間によって距離を調節でき、一気に近付いて強力な近距離攻撃を畳み掛ける戦法が得意。
パートナーが仗助の場合、特殊DHAが発動する。
岸辺 露伴（きしべ ろはん、Rohan Kishibe）
声 - 神谷浩史
スタイル：スタンド使い / スタンド：ヘブンズ・ドアー
代表作に「ピンクダークの少年」をもつ漫画家。PVではナレーションを担当している。
空中に描いたスタンドに触れた相手の攻撃を封じるスキルを持っており、そのうえでスタンドによる攻撃を叩き込む戦法が得意。
パートナーが仗助or康一の場合、特殊DHAが発動する。
矢安宮 重清（やんぐう しげきよ、Shigekiyo Yangu）
声 - 山口勝平
スタイル：スタンド使い / スタンド：ハーヴェスト
仗助と億泰が出会った中学2年生のスタンド使いで、通称「重ちー」。少々お金にがめつい。
ハーヴェストを出した数に応じて攻撃が強力になる性能を持っており、相手にハーヴェストを取り付かせて動きを制限したり頭上から物を落とすなど、サポート役に徹することで高い性能を発揮する。
音石 明（おといし あきら、Akira Otoishi）
声 - 森久保祥太郎
スタイル：スタンド使い / スタンド：レッド・ホット・チリ・ペッパー
「ウルトラスーパーギタリスト」を目指す19歳のスタンド使い。
スタンドモードを発動すると本体は移動せず無防備になるがレッド・ホット・チリ・ペッパーを遠隔操作可能。充電することによってスタンドの攻撃力が上がり、最大まで充電した状態で離れた場所からスタンドを操る戦法は強力。
川尻 浩作（かわじり こうさく、Kosaku Kawajiri）
声 - 小山力也
スタイル：スタンド使い / スタンド：キラークイーン
吉良吉影が顔を変えて入れ替わったサラリーマン。
猫草（ストレイ・キャット）による2種類の空気弾を放つが、吹っ飛ばされると猫草をその場に落としてしまい拾うまで使用不能になってしまう。また、DHAでは第三の爆弾「バイツァ・ダスト」により時間を戻して体力を回復できるが、状況によっては倒した相手が復活してしまうケースもある。
なお、本作での川尻浩作はデフォルトでは原作の第153話（通算第418話）以降（「バイツァ・ダスト」発現以降のデザイン）に準じたオールバック姿だが、デザイン変更により原作の第152話（通算第417話）以前の短髪姿や、外伝作品『デッドマンズQ』での姿も選択可能。
ストーリーモードでの使用は不可。
吉良 吉影（きら よしかげ、Yoshikage Kira）
声 - 小山力也
スタイル：スタンド使い / スタンド：キラークイーン（シアーハートアタック〈声 - カシワクラツトム〉）
第4部のボス。杜王町に暮らす殺人鬼。
敵やステージギミックを爆弾にするスキルを持ち、爆破によってその付近にいた敵にも攻撃可能。また熱源を自動で追尾するシアーハートアタックを放つこともできるが、こちらはステージに発生した炎や一部キャラクターが放った熱にも反応して追尾してしまうことがある。
ストーリーモードでの使用は不可。
第4部 空条承太郎（くうじょう じょうたろう、Jotaro Kujo （Part 4））
声 - 小野大輔
スタイル：スタンド使い / スタンド：スタープラチナ
初回購入特典。掛け合いや一部の特定キャラクターとの特殊DHAが無いなど仕様が異なる。第4部の姿であるが、ジョルノや徐倫との掛け合いも存在する。またストーリーモードでの使用は不可。
衣装デザインは原作Part4での後期仕様となっている（テレビアニメ版Part4 (=3rd Season) での第22話後半以降と同じもの）。
劇中での年齢による衰えを反映しているため第3部と比べると時間停止の時間が短くなったり攻撃力が落ちているが、反面クールタイムの短縮やベアリング弾による射撃など、ややバランスが重視されている。
第3部の空条承太郎とタッグを組むことはできない。

#### その他のキャラクター（第4部）
第4部 老ジョセフ・ジョースター
声 - 石塚運昇
ゲーム中では名言集に登場（先述の「イかんぞ歯科医」もある）。また、第4部承太郎と老ジョセフでタッグを組むと、承太郎が第4部でのジョセフについて語る場面も見られる。
川尻 早人（かわじり はやと）
声 - 佐藤ゆうこ
川尻浩作の息子。
ゲーム中では川尻浩作のDHA「バイツァ・ダスト」の演出に登場。
小林 玉美（こばやし たまみ）
声 - 田中一成
仗助たちと同じ高校のOBでゆすり屋。スタンドは罪悪感を感じた人間の心身に重圧を与える南京錠型スタンドの「錠前（ザ・ロック）」。ゲーム中では名言集に登場。
トニオ・トラサルディー
声 - 松原大典
杜王町にてイタリア料理店「トラサルディー」を営む男性。スタンドは彼の作る料理に混入し、食べた者の不調を治す群衆型スタンド「パール・ジャム」。ゲーム中ではアシストアイテムとして登場。
杉本 鈴美（すぎもと れいみ）
声 - 広橋涼
かつて吉良吉影によって殺された少女。死後も地縛霊となり杜王町に留まっている。
ゲーム中ではアシストアイテムとして登場。また、ステージ「杜王町」のシチュエーションフィニッシュにも登場するが、発動時のセリフが前作では原作の吉良吉影の最期を再現したものに対して、今作では矢安宮重清の最期を再現したものに変更されている。
辻 彩（つじ あや）
声 - 水橋かおり
スタンド「シンデレラ」の能力で「幸福の顔」を作り上げるエステティシャン。ゲーム中ではアシストアイテムとして登場するほか、カスタマイズモードの案内を担当。
大柳 賢（おおやなぎ けん）
声 - 日野未歩
小学6年生のスタンド使い。通称・ジャンケン小僧。スタンドはジャンケンで勝った相手のスタンドを1/3ずつ吸収する「ボーイ・II・マン」。ゲーム中では名言集に登場。
噴上 裕也（ふんがみ ゆうや）
声 - 神原大地
暴走族の高校生。バイクの事故で重傷を負った際に吉良吉廣に矢で貫かれ、取り憑いた対象の養分を奪う人型スタンド「ハイウェイ・スター」が発現する。ゲーム中ではアシストアイテムとして登場。
間田 敏和（はざまだ としかず）
声 - 松野太紀
仗助たちと同じ高校の3年生。スタンドは木製人形に触れた人間の姿、仕草、声紋からすべてをコピーする「うわっ面（サーフィス）」。ゲーム中では名言集に登場。
吉良 吉廣（きら よしひろ）
声 - 島田敏
吉良吉影の父親。癌で他界した後もスタンド「アトム・ハート・ファーザー」の能力でスタンドとして復活し息子を護ろうとしている。
宮本 輝之輔（みやもと てるのすけ）
声 - 成瀬誠
人が恐怖する姿を観察するのが好きな少年。スタンドは物質や「恐怖のサイン」を示した者を紙にして封印する「エニグマ」。ゲーム中では名言集に登場。
空条 徐倫（くうじょう ジョリーン）
声 - 沢城みゆき
第4部の時点では6歳である。ストーリーモードのエンディングに登場。

### 第5部 黄金の風
原典との繋がりはジョルノがディアボロとの最終決戦を制した後より始まっており、死んだはずのブチャラティたちに襲われるなどの異変に巻き込まれる。

#### 参戦キャラクター（第5部）
ジョルノ・ジョバァーナ（Giorno Giovanna）
声 - 浪川大輔
スタイル：スタンド使い / スタンド：ゴールド・エクスペリエンス / ゴールド・エクスペリエンス・レクイエム（声 - 渡辺美佐）
第5部の主人公。ギャング・スターを目指すDIOの息子。
物体に生命を与えるスタンド能力により自分の体力を回復するスキルを持つ。また一定時間が経過すると「ゴールド・エクスペリエンス・レクイエム」へ進化可能。この状態では近くにいる敵の行動を無力化したり、「受け継がれる意志」の発動を封じるなど強力なスキルを発揮する。
パートナーがブチャラティorミスタor第3部DIOの場合、特殊DHAが発動する。
特殊衣装として、原作62巻表紙でのデザイン（上半身裸、ターコイズブルーの髪、肩にチェーンを巻いている）が使用できる。
グイード・ミスタ（Guido Mista）
声 - 赤羽根健治
スタイル：スタンド使い / スタンド：セックス・ピストルズ（声 - 今井麻美）
ブチャラティチームに属する、拳銃を用いるスタンド使い。
ピストルズを空間に配置して発射した弾丸の軌道を変えたり、敵の周囲に配置して銃撃の威力を強化する遠距離戦が得意。しかし弾切れからのリロード中に攻撃を受けると弾数が「4発」となり、その状態ではスタミナが下がるデメリットも持っている。
パートナーがジョルノorナランチャの場合、特殊DHAが発動する。
パンナコッタ・フーゴ（Pannacotta Fugo）
声 - 小田久史
スタイル：スタンド使い / スタンド：パープル・ヘイズ（声 - 江川央生）
ブチャラティチームに属するスタンド使いだが、仲間たちとは違い組織を裏切らずに残る道を選ぶ。
敵だけでなく自分や味方にも追加ダメージを与える「殺人ウィルス」を撒き散らすことができる。前作にあった「パープル・ヘイズ・ディストーション」状態は廃止されたが、高い殺傷力は健在。
パートナーがナランチャの場合、特殊DHAが発動する。
ストーリーモードでは、特定のミッションをクリアすると仲間になる。
ナランチャ・ギルガ（Narancia Ghirga）
声 - 三瓶由布子
スタイル：スタンド使い / スタンド：エアロスミス
ブチャラティチームに属するスタンド使い。
直接的な攻撃手段を持つ本体モードと、遠隔操作でエアロスミスを操るスタンドモードを切り替え可能。エアロスミス操作中は本体は移動ができないものの、スタンドによる爆撃で遠距離から敵を圧倒可能。
パートナーがミスタorフーゴの場合、特殊DHAが発動する。
ブローノ・ブチャラティ（Bruno Bucciarati）
声 - 杉山紀彰
スタイル：スタンド使い / スタンド：スティッキィ・フィンガーズ
ジョルノをパッショーネに引き入れたギャングであり、後に組織を裏切る。
地面に設置したジッパーはトラップとしても瞬間移動の手段としても利用可能で、スタンドによるラッシュ以外にも豊富な戦術を用いる。また体力がゼロになっても一度だけ復活が可能。
パートナーがジョルノの場合、特殊DHAが発動する。
トリッシュ・ウナ（Trish Una）
声 - 東山奈央
スタイル：スタンド使い / スタンド：スパイス・ガール
パッショーネのボスであるディアボロの娘で、ブチャラティチームに与えられた護衛任務をきっかけに戦いに巻き込まれていく。
ステージギミックや殴った地面を柔らかくすることで、触れた相手の動きを封じるトラップを設置できる。
ディアボロ（Diavolo）
声 - 森川智之（ディアボロ）/ 石田彰（ドッピオ）
スタイル：スタンド使い / スタンド：キング・クリムゾン
第5部のボス。パッショーネのボスであり、自らの正体に近付く者はたとえ娘だろうと決して許さない冷酷な男。
キング・クリムゾンによる攻撃は出が遅いものの一発ずつの威力が非常に高い。また時間を消し飛ばす能力を駆使して敵に悟られずに移動したり、カウンター技など防御面に秀でたスキルを多く持つのも特徴。
ストーリーモードでの使用は不可。

#### その他のキャラクター（第5部）
レオーネ・アバッキオ
声 - 楠大典
ブチャラティチームの一員で元警官。ビデオ映像のように指定したスタンドや人間の行動を再生できる「ムーディー・ブルース」を使う。
リゾット・ネエロ
声 - 黒田崇矢
暗殺チームのリーダー。スタンドは生物の血液中に含まれる鉄分を磁力でカミソリやハサミなどに変えることができる「メタリカ」。
メローネ
声 - 野島健児
暗殺チームの1人。人型スタンドを生み出すパソコン型のスタンド「ベイビィ・フェイス」を使う。ゲーム中ではオプションモードの案内を担当。
イルーゾォ
声 - 中井和哉
暗殺チームの1人。スタンドは「鏡の中の世界」を作り出し、鏡を出入り口としてその中に出入りする「マン・イン・ザ・ミラー」。
ギアッチョ
声 - 鈴木達央
暗殺チームの一人。極低温を操り、水分を凝固させたスピードスケート用スーツのような装甲で本体を覆うスタンド「ホワイト・アルバム」を使う。
プロシュート
声 - 寺島拓篤
暗殺チームの1人。面倒見の良い兄貴肌。スタンドは周囲の生物を老化させる「ザ・グレイトフル・デッド」。ゲーム中では第5部ステージ「ネアポリス駅」のステージギミックとして登場。常にステージを徘徊しており、触れた人物をスタンド能力で老化させる。
ペッシ
声 - ふくまつ進紗
暗殺チームの1人でプロシュートの弟分。スタンドは釣り竿型の「ビーチ・ボーイ」。ゲーム中では第5部ステージ「ネアポリス駅」のステージギミックとして登場。
スクアーロ
声 - 森訓久
ディアボロの切り札の1人。スタンドは水から水へ瞬間移動して相手を攻撃するサメ型の「クラッシュ」。
セッコ
声 - 下野紘
ディアボロの切り札の1人。周囲のあらゆるものを泥化させるスタンド「オアシス」を使う。
チョコラータ
声 - 内田直哉
ディアボロの切り札の1人。スタンドは現在の位置より少しでも低い所に降りると急激に繁殖するカビを散布する「グリーン・ディ」。

### 第6部 ストーンオーシャン
承太郎一行が来た時にはすでに異変に巻き込まれた後となっており、原典との繋がりは無くなっている。ただし バトルフィールドの状況、ストーリー中のエンポリオと徐倫のセリフから承太郎一行が来る前まではプッチとの最終決戦に入った時期とされている。また、ゲーム序盤にDIOとの戦闘後に遺されたノートを焼却するシーンが補完で入っており、ストーリーモードでのペット・ショップ&新月の時を待つプッチ戦でプッチが二度遭遇していると示準する発言をしている。

#### 参戦キャラクター（第6部）
空条徐倫（くうじょう ジョリーン、Jolyne Cujoh）
声 - 沢城みゆき
スタイル：スタンド使い / スタンド：ストーン・フリー
第6部の主人公。承太郎の娘であり、ジョセフの曾孫。無実の罪によりG.D.st刑務所に収監された。
糸の結界を配置して敵の動きを封じたり、敵の死角に糸を伸ばして回り込むなどテクニカルな立ち回りが可能。また体力が減少するとエンポリオから「幽霊のライター」を借りて自らに火をつけ、燃焼によるダメージと引き換えに攻撃力が向上するスキルも持っている。
パートナーが第3部承太郎orエルメェスorウェザーの場合、特殊DHAが発動する。
父・承太郎との掛け合いは通常は「原作初期の反抗期」での掛け合いが主になっているが、ストーリーモードでは「原作後半以降の和解した後」での掛け合いとなっている。
エルメェス・コステロ（Ermes Costello）
声 - 米本千珠
スタイル：スタンド使い / スタンド：キッス
姉を殺害したスタンド使いへの復讐のために自ら囚人となり、後に徐倫に力を貸す女性。
シールにより自らの手足を増やして攻撃力をアップさせるスキルを持つほか、シールを貼った銛を地面に突き刺してそれを剥がすことにより高速移動することも可能。
パートナーが徐倫の場合、特殊DHAが発動する。
ウェザー・リポート / ウェス・ブルーマリン（Weather Forecast）
声 - 大川透
スタイル：スタンド使い / スタンド：ウェザー・リポート
前作ではサブキャラクターだったが、今作ではプレイアブルとして登場。
記憶喪失の囚人。その正体はプッチの双子の弟。
天候を操る能力により、雷による感電やヤドクガエルによる毒など様々な状態異常を敵に付与する。さらに一定時間が経過すると「ヘビー・ウェザー」を使用可能になり、発生させた悪魔の虹に触れたキャラクターをカタツムリ化して移動速度を大幅に下げることもできる。
担当声優の大川はテレビアニメシリーズや前作に引き続き、本作でもストーリーモードのナレーションを兼任している。
パートナーが徐倫の場合、特殊DHAが発動する。
ナルシソ・アナスイ（Narc Anastasia）
声 - 中村悠一
スタイル：スタンド使い / スタンド：ダイバー・ダウン
殺人罪でGDs刑務所に収監された凶悪な死刑囚。徐倫に一目惚れし行動を共にする。
ダイバー・ダウンで殴った壁にスタンドを潜行させると二段ジャンプが可能。またステージギミックや敵をトラップ化するスキルにより近付いた敵にダメージを与えられる。
エンリコ・プッチ（Father Pucchi）
声 - 中田譲治
スタイル：スタンド使い / スタンド：ホワイトスネイク（声 - 増谷康紀）
第6部のボス。親友であるDIOの目指した天国を求め計略を巡らせる神父。
前作と違い、C-MOON/メイド・イン・ヘブンは後述の「新月の時を待つプッチ」として独立したキャラクターとなっている。
敵キャラクターからDISCを奪うことでスキルを封じることが可能となっている。
新月の時を待つプッチとタッグを組むことはできない。
なお、プッチの声優は『ウルトラジャンプ』のテレビCM準拠に変更され、ホワイトスネイクは本作で新たにキャスティングされた。
ストーリーモードでの使用は不可。
新月の時を待つプッチ（Pucchi, Awaiting the New Moon）
声 - 中田譲治
スタイル ：スタンド使い / スタンド：C-MOON（声 - 増谷康紀） / メイド・イン・ヘヴン
第6部のボス。DIOの骨から生まれた「緑色の赤ちゃん」と融合した姿。
殴った敵を裏返り状態にして追加ダメージを与えられるスキルを持つが、再度当てると状態は無効化されてしまう。また一定時間が経過すると高速移動が可能な「メイド・イン・ヘブン」にスタンドを進化させられる。
通常のプッチとタッグを組むことはできない。
パートナーが第3部DIOの場合、特殊DHAが発動する(メイド・イン・ヘブン時のみ)。
ストーリーモードでの使用は不可。

#### その他のキャラクター（第6部）
フー・ファイターズ
声 - 白石涼子
通称「F・F」。プランクトンがスタンドのDISCを得たことで生まれたミュータント。徐倫の仲間になってからは徐倫たちに会う直前に死亡した女囚「エートロ」の肉体に取り憑いて生活をしている。ゲーム中ではエートロの姿でアシストアイテムとして登場。
エンポリオ・アルニーニョ
声 - 北西純子
G.D.st刑務所にこっそりと住んでいる少年。物体の幽霊を操るスタンド「バーニング・ダウン・ザ・ハウス」を使う。ゲーム中ではギャラリーモードの案内を担当。
スポーツ・マックス
声 - 鳥海浩輔
男囚。職業は車のディーラーだが裏の顔はヤクザで、エルメェスの姉・グロリアを殺害した張本人。スタンドは死んだ生物を透明のゾンビとして生き返らせる「リンプ・ビズキット」。
グェス
声 - 本田貴子
徐倫が収容された監房に同居する女囚。小心者で他人を信用しない性格。スタンドは他人の身体を人形ほどに小さくする「グーグー・ドールズ」。
ヴィヴィアーノ・ウェストウッド
声 - 土師孝也
G.D.st刑務所の特別懲罰隔離房棟看守。囚人たちに対して激しい差別意識を持つ。スタンドは地球に落下する隕石を自分自身に引き寄せる「プラネット・ウェイブス」。
ミュッチャー・ミューラー
声 - 渡辺明乃
通称「ミューミュー」。G.D.st刑務所の女性主任看守。スタンドは脱獄を試みようとした者を3つの事柄しか記憶できなくさせる「ジェイル・ハウス・ロック」。
リキエル
声 - 近藤隆
ジョルノとは別の母親から生まれたDIOの息子の一人。スタンドは動物の体温を奪って活動するスカイフィッシュを操る「スカイ・ハイ」。
ドラゴンズ・ドリーム
声 - 西脇保
老人の男囚ケンゾーのスタンド能力。自我を持ち、吉凶の方角を指し示す能力を有する。
ドナテロ・ヴェルサス
声 - 宮下栄治
ジョルノとは別の母親から生まれたDIOの息子の一人。地面が記憶している過去の出来事を再現するスタンド「アンダー・ワールド」が中途半端に目覚めたことで不幸に見舞われていた。
第6部 空条承太郎（くうじょう じょうたろう）
声 - 小野大輔
原作では年齢は40歳となっている。本作には未登場であるが、プレイアブルキャラデータ及びボイスデータが存在しており、同時系枠となる6部キャラとの掛け合いや、各部の登場キャラとの掛け合いが収録されている。

### 第7部 スティール・ボール・ラン
原典とのストーリー開始時点での繋がりは原典におけるヴァレンタインとの決戦の最中とされている。なお、「スティール・ボール・ラン」編ストーリー開始時ではジョナサン・ジョースターしかキャラクター選択はできない。

#### 参戦キャラクター（第7部）
ジョニィ・ジョースター（Johnny Joestar）
声 - 梶裕貴
スタイル：スタンド使い・騎乗 / スタンド：タスク
第7部の主人公の一人。事故により下半身不随となったかつての天才騎手。
爪弾による射撃が攻撃の中心で、「カモミール入りのハーブティー」を飲むことで弾数の補充を早めることが可能。本体モードでは這いずっての移動となるため、移動速度が極めて遅くダッシュもできない。
パートナーがジャイロの場合、特殊DHAが発動する。
ジャイロ・ツェペリ（Gyro Zeppeli）
声 - 三木眞一郎
スタイル：回転・スタンド使い・騎乗 / スタンド：ボール・ブレイカー
第7部の主人公の一人。ツェペリ家に代々伝わる鉄球の回転技術を駆使する。
回転ゲージを最大まで溜めることで「黄金の回転」が発動し、鉄球による攻撃が強力になる。
パートナーがジョニィの場合、特殊DHAが発動する。
ファニー・ヴァレンタイン（Funny Valentine）
声 - 加瀬康之
スタイル：スタンド使い / スタンド：D4C
原典である第7部のボス。「聖人の遺体」を求めるアメリカ大統領で、このゲームにおいてのキーキャラクターでもある。
並行世界の自分を呼び出して攻撃のサポートに使ったり、瞬間移動も可能。さらには並行世界の自分と入れ替わることで体力を最大まで回復するスキルを持つが、使用するたびに防御力が大幅に低下していってしまう。
ストーリーモードでの使用は不可。
ディエゴ・ブランドー（Diego Brando）
声 - 子安武人
スタイル：スタンド使い・騎乗 / スタンド：スケアリー・モンスターズ
前作では声のみの登場だったが、今作ではプレイアブルとして登場。
イギリスの天才騎手で、勝利のためには手段を選ばない。
移動が早い騎乗モード、手数が多い本体モード、ガード不能で音でしか敵の位置を把握できなくなるがスーパーアーマーを持つ恐竜モードの3種類を使い分けられる。
並行世界から来たディエゴとタッグを組むことはできない。
ストーリーモードでの使用は不可。
並行世界から来たディエゴ（Alternate World Diego）
声 - 子安武人
スタイル：スタンド使い・騎乗 / スタンド：THE WORLD
ヴァレンタインの能力により並行世界から連れて来られたディエゴ。
「THE WORLD」による時間停止が使用でき、ワイヤーを設置したり石油と炎を帯びたマッチをばら撒くなど、他の時間停止が使えるキャラクターと比較すると間接攻撃に秀でている。
通常のディエゴとタッグを組むことはできない。
ストーリーモードでの使用は不可。

#### その他のキャラクター（第7部）
スティーブン・スティール
声 - 小形満
「スティール・ボール・ラン」レースの主催者。ゲーム中ではインターネット対戦の案内を担当する他、アシストアイテムとしても登場。
サンドマン
声 - 野島裕史
レースの参加者の1人で、通称「大地の俊足」。思い込んだら他人と協調しない性格。スタンドは切る音、燃える音など、音を文字として具現化し操る「イン・ア・サイレント・ウェイ」。
ポコロコ
声 - 川津泰彦
レースの参加者の1人。「幸運を呼び込む」というスタンド能力「ヘイ・ヤー」によりレースを混乱させる。
ベンジャミン・ブンブーン
声 - 山路和弘
ジャイロの追っ手。ブンブーン一家の父。スタンドは周囲の砂鉄を磁力で引き寄せ一体化したり、体内の鉄分を操作して顔面を変形できる「トゥーム・オブ・ザ・ブーム ワン」。
ホット・パンツ
声 - 豊口めぐみ
レースの参加者の1人。年齢・略歴も不明で、名前も偽名であるが、実は女性。スタンドは肉を搾り取ってスプレー状に放射する能力を持つスプレー缶型の「クリーム・スターター」。
リンゴォ・ロードアゲイン
声 - 安元洋貴
大統領の刺客の1人。「男の世界」という独自の美学を持つ。時を6秒巻き戻すスタンド「マンダム」を使う。
ウェカピポ
声 - 成田剣
大統領の刺客の1人。ツェペリ一族とは異なる鉄球の技術「レッキング・ボール（壊れゆく鉄球）」を駆使する。
アクセル・RO
声 - 八代拓
大統領の刺客の1人。スタンドはその人物の「捨てた」過去を引きずりだす空間を構築し、「過去」を以って攻撃する「シビル・ウォー」。
ルーシー・スティール
声 - 桑島法子
スティーブンの妻。旧姓はエリナ・ジョースターと同じくペンドルトン。年齢は14歳でスティーブンとはただの親娘以上に年の差が離れている。スタンドは流した涙を板状のカッターに変える「涙の乗車券（チケット・ゥ・ライド）」。

### 第8部 ジョジョリオン
「ジョジョリオン」編ストーリー開始時では東方仗助しかキャラクター選択ができない。

#### 参戦キャラクター（第8部）
東方 定助（ひがしかた じょうすけ、Josuke Higashikata 8）
声 - 真殿光昭
スタイル：スタンド使い / スタンド：ソフト&ウェット
「壁の目」の近くで発見された記憶喪失の青年。
スタミナを奪うシャボン玉を設置したり、一定時間視力を奪えるシャボン玉を飛ばすなど特殊なスキルを多く持っている。
パートナーが常秀の場合、特殊DHAが発動する。
東方 常秀（ひがしかた じょうしゅう、Joshu Higashikata）
声 - 三浦祥朗
スタイル：スタンド使い / スタンド：ナット・キング・コール
前作ではサブキャラクターだったが、今作ではプレイアブルとして登場。
定助が居候する東方家の次男で、康穂に一方的な想いを寄せる。
本編ではスタンド能力の描写が少ないため、ゲーム中の性能は原作者の荒木飛呂彦による監修を受けている。
相手をパニック状態にしてスキルを使用できなくさせたり、自分に狙いを集中させるなど場を荒らすスキルが豊富。
パートナーが定助の場合、特殊DHAが発動する。

#### その他のキャラクター（第8部）
広瀬 康穂（ひろせ やすほ）
声 - 喜多村英梨
定助を発見した女性。その縁で定助の正体をつきとめる調査に同行している。正しい道を示すスタンド「ペイズリー・パーク」を使う。
東方 大弥（ひがしかた だいや）
声 - 早見沙織
定助を引き取った東方家の次女で、常秀の妹。スタンドは相手があらかじめ約束したルールを破ることで発動し、相手の記憶の一部をチェスの駒にして奪う「カリフォルニア・キング・ベッドちゃん」。ゲーム中ではアシストアイテムとして登場。
東方 憲助（ひがしかた のりすけ）
声 - 小杉十郎太
定助の養父。第7部の終了直後に設立されたフルーツパーラーの四代目オーナー。スタンドは対象の匂いを形にして自動追跡する「キング・ナッシング」。ゲーム中ではショップの案内を担当。
東方 つるぎ（ひがしかた つるぎ）
声 - 井口裕香
定助の義理の甥。一見女の子のように見えるが、実は男の子で東方家の魔除けのために女装をしている。スタンドは本体が折った折り紙に触った相手から、物事を認識する力を奪う「ペーパー・ムーン・キング」。ゲーム中では第8部ステージ「東方家」のステージギミックとして登場。
八木山 夜露（やぎやま よつゆ）
声 - 松風雅也
「岩人間」の1人。スタンドは本体が指定した物体を、触れたものの一点に集合させる「アイ・アム・ア・ロック」。

### オリジナルキャラクター
天国に到達したDIO
声 - 子安武人
スタイル：スタンド使い・吸血鬼 / スタンド：ザ・ワールド・オーバーヘブン
ストーリーモードに登場する『並行世界から来たDIO』で本作の最終ボス。CPU専用でプレイヤーキャラクターとしての使用は不可能。ストーリーモードで数回対戦することになり、最終対戦時は承太郎&徐倫ペアタッグ以外では挑むことができない。
無限の回転を撃ち込まれ並行世界を逃げ続けていたヴァレンタイン大統領と偶然出会い、「真実を上書きする能力」によって救い出した。そこで基本世界の存在を知り、侵略を目論むようになった。
「並行世界」と「基本世界」との価値が「並行＜基本」である為に生来から「上昇志向」を持つDIOはこれを欲し、今回の一連騒動を引き起こした。